# Éliza (Cherubini)
Eliza és una òpera en dos actes composta per Luigi Cherubini sobre un llibret francès de Jacques-Antoine de Reveroni de Saint-Cyr. S'estrenà al Théâtre Feydeau de París el 13 de desembre de 1794.